# 18801 Noelleoas
18801 Noelleoas este un asteroid din centura principală de asteroizi.

## Descriere
18801 Noelleoas este un asteroid din centura principală de asteroizi. A fost descoperit pe 10 mai 1999 la Socorro, New Mexico, în cadrul proiectului LINEAR. Asteroidul prezintă o orbită caracterizată de o semiaxă mare de 2,38 ua, o excentricitate de 0,14 și o înclinație de 6,9° în raport cu ecliptica.